# Lespedeza

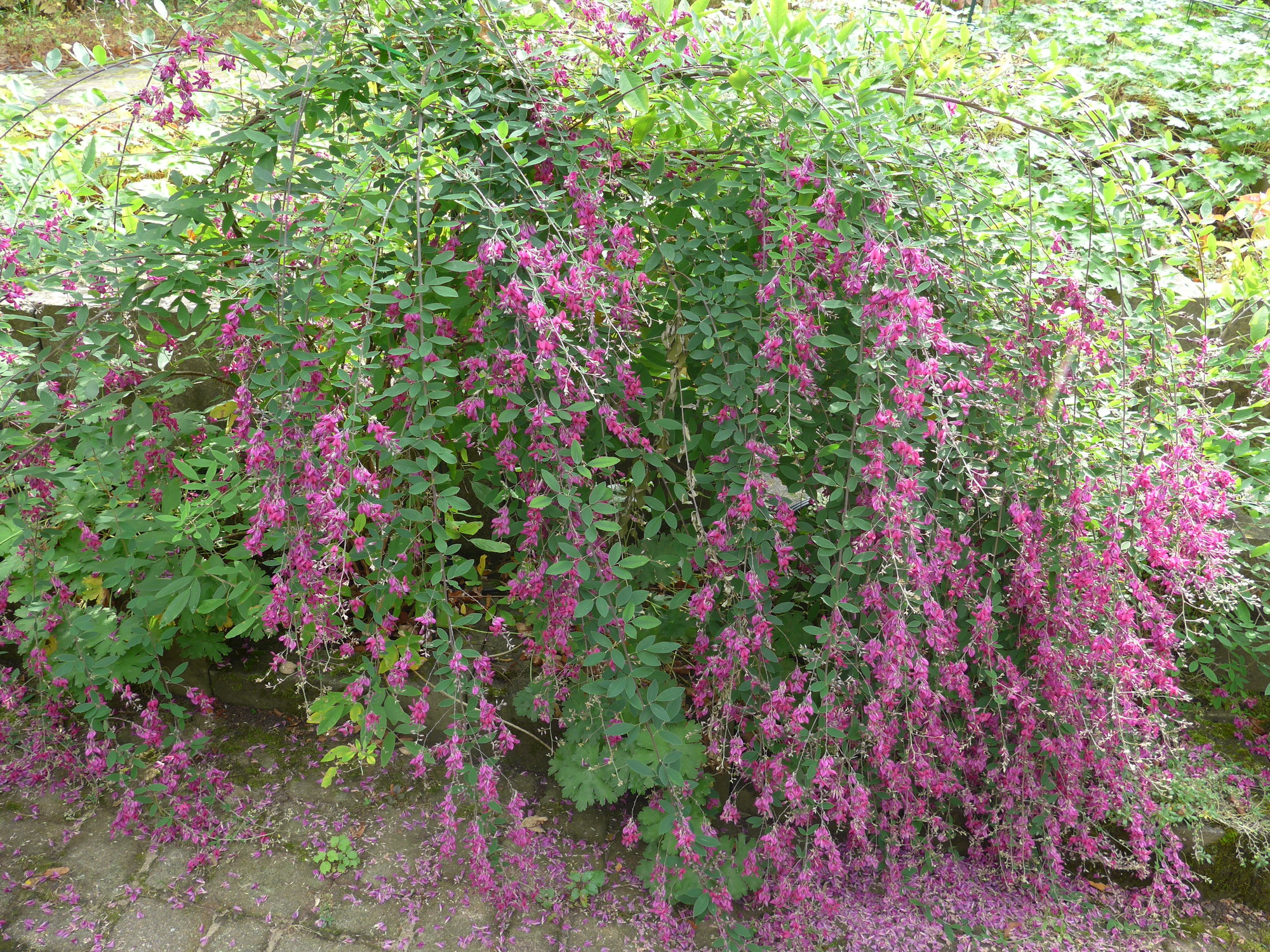
Lespedeza thunbergii

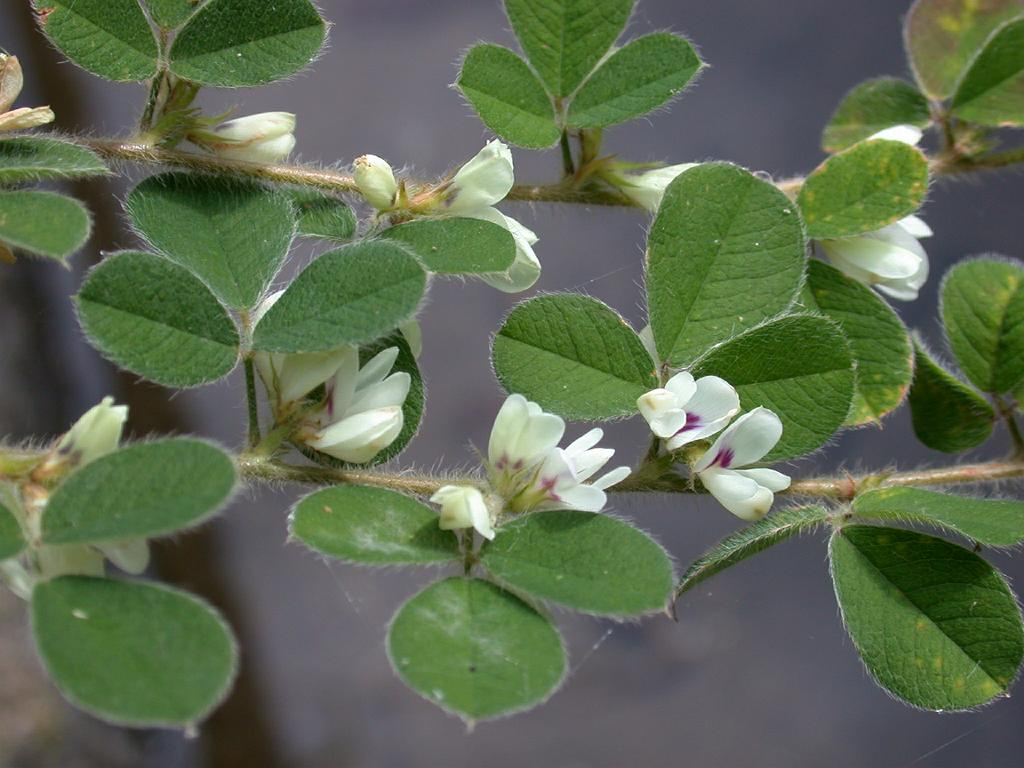
Lespedeza pilosa

Lespedeza (Lespedeza Michx.) – rodzaj roślin z rodziny bobowatych (Fabaceae). Obejmuje 45 gatunków. Większość z nich rośnie we wschodniej i południowej Azji sięgając po Nową Gwineę i wschodnią Australię. Około 12 gatunków rośnie też we wschodniej części Ameryki Północnej, gdzie zarejestrowano ok. 30 mieszańców między nimi. Największe zróżnicowanie gatunkowe rodzaju jest na Półwyspie Koreańskim i Wyspach Japońskich. L. juncea jest uciążliwym gatunkiem inwazyjnym w Ameryce Północnej.
Rośliny te występują w lasach strefy umiarkowanej i tropikalnych lasach suchych, na ich obrzeżach i w zaroślach oraz w formacjach trawiastych. Rośliny z tego rodzaju są cenione ze względu na walory odżywcze i wykorzystywane są jako rośliny pastewne, też jako warzywa i do zaparzania napojów (np. L. bicolor), jako rośliny miododajne, ozdobne (np. L. thunbergii). Ponieważ wiele gatunków dobrze rośnie w miejscach suchych, wykorzystywane są do stabilizacji gleby i wzbogacania jej w związki azotu.
Nazwa rodzajowa nadana została przez francuskiego botanika André Michaux dla upamiętnienia jego sponsora – hiszpańskiego gubernatora Florydy – Vicente Manuela de Céspedesa, ale w publikacji popełniona została literówka.

## Morfologia

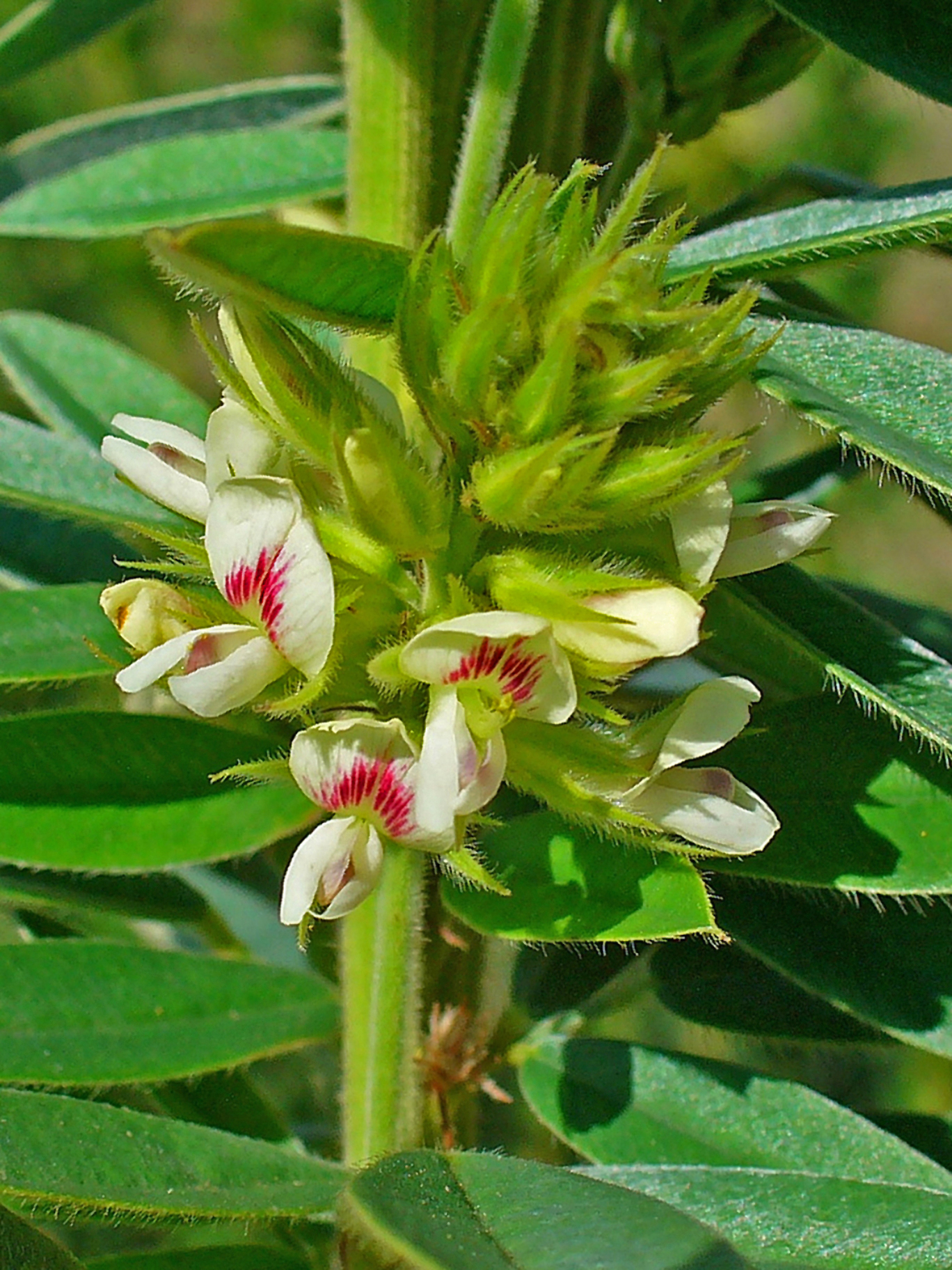
Lespedeza capitata

PokrójWieloletnie rośliny zielne, półkrzewy i krzewy.
LiściePierzasto trójlistkowe, z całobrzegimi listkami i drobnymi, szydlastymi lub równowąskimi przylistkami, trwałymi lub szybko odpadającymi.
KwiatyZebrane w grona lub pęczki, z trwałymi podsadkami i często też trwałymi przysadkami. Często występują kwiaty dwojakiego rodzaju – z rozwiniętą koroną (chasmogamiczne) oraz zredukowaną i zamkniętą koroną (klejstogamiczne). Kielich jest dzwonkowaty, z krótką rurką z 5 ząbkami, z których dwa górne często są częściowo zrośnięte. Kwiaty motylkowe wystające poza kielich, z owalnym lub jajowatym żagielkiem, ze skrzydełkami prostymi, wydłużonymi, z paznokciem u nasady; z łódeczką tępą na szczycie, często zagiętą. Pręcików jest 10, z czego jeden wolny, pozostałe zrastające się. Słupek pojedynczy, z długą szyjką słupka zakończoną znamieniem.
OwoceJednonasienne strąki kształtu owalnego, elipsoidalnego, jajowatego, rzadziej niemal kuliste lub soczewkowate.

## Systematyka
Pozycja systematyczna

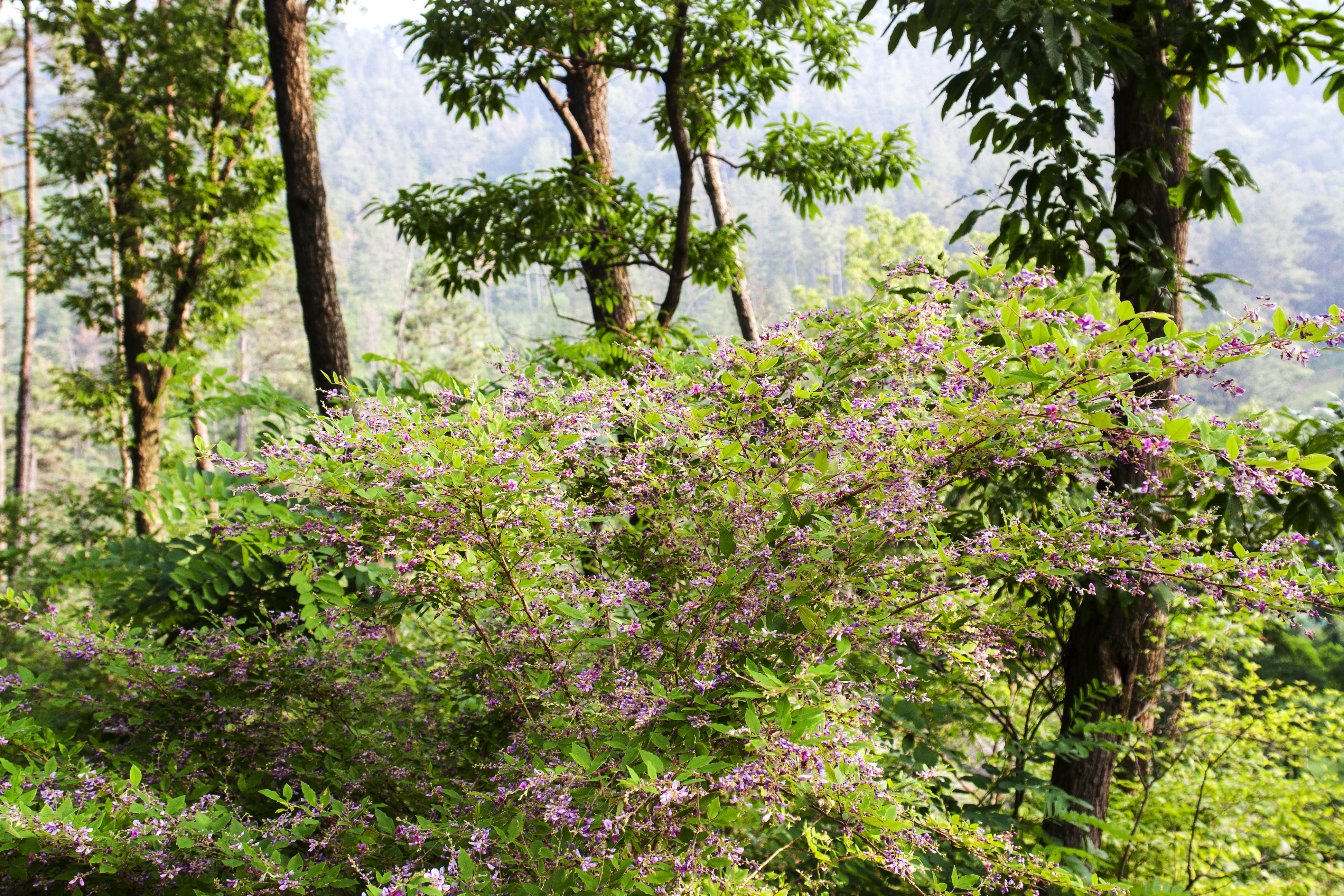
Lespedeza maximowiczii

Jeden z rodzajów podplemienia Lespedezinae, plemienia Desmodieae i podrodziny bobowatych właściwych Faboideae z rodziny bobowatych Fabaceae.
Wykaz gatunków
- Lespedeza × acuticarpa Mack. & Bush
- Lespedeza angustifolia (Pursh) Elliott
- Lespedeza × bicoloba S.Akiyama
- Lespedeza bicolor Turcz. – lespedeza dwubarwna
- Lespedeza × brittonii E.P.Bicknell
- Lespedeza buergeri Miq.
- Lespedeza cambodianum V.D.Nguyen
- Lespedeza capitata Michx.
- Lespedeza caraganae Bunge
- Lespedeza chinensis G.Don
- Lespedeza cuneata (Dum.Cours.) G.Don
- Lespedeza cyrtobotrya Miq.
- Lespedeza × cyrtobuergeri S.Akiyama & H.Ohba
- Lespedeza × cyrtoloba S.Akiyama
- Lespedeza danxiaensis Q.Fan, W.Y.Zhao & K.W.Jiang
- Lespedeza daurica (Laxm.) Schindl.
- Lespedeza davidi Franch.
- Lespedeza dunnii Schindl.
- Lespedeza elegans Cambess.
- Lespedeza fasciculiflora Franch.
- Lespedeza floribunda Bunge
- Lespedeza fordii Schindl.
- Lespedeza forrestii Schindl.
- Lespedeza frutescens (L.) Hornem.
- Lespedeza gerardiana Wall. ex Maxim.
- Lespedeza hengduanshanensis (C.J.Chen) Bo Xu, X.F.Gao & Li Bing Zhang
- Lespedeza hirta (L.) Hornem.
- Lespedeza hisauchii T.Nemoto & H.Ohashi
- Lespedeza hispida (Franch.) T.Nemoto & H.Ohashi
- Lespedeza homoloba Nakai
- Lespedeza inschanica (Maxim.) Schindl.
- Lespedeza × intermixta Makino
- Lespedeza jiangxiensis Bo Xu, X.F.Gao & Li Bing Zhang
- Lespedeza juncea (L.f.) Pers.
- Lespedeza × kagoshimensis Hatus.
- Lespedeza leptostachya Engelm. ex A.Gray
- Lespedeza lichiyuniae T.Nemoto, H.Ohashi & T.Itoh
- Lespedeza × longifolia DC.
- Lespedeza × macrovirgata Kitag.
- Lespedeza × manniana Mack. & Bush
- Lespedeza maritima Nakai
- Lespedeza maximowiczii C.K.Schneid.
- Lespedeza melanantha Nakai
- Lespedeza × miquelii S.Akiyama
- Lespedeza × neglecta (Britton) Mack. & Bush
- Lespedeza × nuttallii Darl.
- Lespedeza × oblongifolia (Britton) W.Stone
- Lespedeza pilosa (Thunb.) Siebold & Zucc.
- Lespedeza procumbens Michx.
- Lespedeza pseudomaximowiczii D.P.Jin, Bo Xu & B.H.Choi
- Lespedeza repens (L.) W.P.C.Barton
- Lespedeza × robusta Nakai
- Lespedeza sessilifolia Gamble
- Lespedeza × simulata Mack. & Bush
- Lespedeza stuevei Nutt.
- Lespedeza texana Britton
- Lespedeza thunbergii (DC.) Nakai
- Lespedeza tomentosa (Thunb.) Siebold ex Maxim.
- Lespedeza violacea (L.) Pers.
- Lespedeza virgata (Thunb.) DC.
- Lespedeza virginica (L.) Britton